# Secularização
Na sociologia, a secularização é um conceito multifacetado que geralmente denota "uma transição de um nível religioso para um mais mundano". Embora o conceito de secular venha do latim antigo e tenha sido usado até o período medieval, o primeiro uso do termo como uma mudança da religião para o mundano é do século XVI, referindo-se à transformação de bens eclesiásticos para fins civis, como mosteiros para hospitais; e no século XIX ganhou força como objeto político de movimentos secularistas. No século XX, a "secularização" evoluiu em várias versões à luz da diversidade de movimentos nacionais e governos políticos. A secularização tende a implicar a diferenciação dos domínios seculares dos religiosos, a marginalização da religião nesses domínios, ou pode também implicar a transformação da religião como resultado da sua recaracterização (por exemplo, como uma preocupação privada, ou como uma questão não-política). A maioria das versões dos processos de secularização não leva ao ateísmo, irreligião, nem são automaticamente antitéticas à religião.
A tese da secularização expressa a ideia de que, pelas lentes da modernização do iluminismo europeu, da racionalização, combinada com a ascensão da ciência e da tecnologia, a autoridade religiosa diminui em todos os aspectos da vida social e da governança. Nos últimos anos, a tese da secularização foi contestada devido a alguns estudos globais que indicam que a população não religiosa do mundo pode estar em declínio como uma porcentagem da população mundial devido a países não religiosos com taxas de fertilidade abaixo da substituição e países religiosos com taxas de natalidade mais altas em geral. O sociólogo cristão Peter L. Berger cunhou o termo dessecularização para descrever esse fenômeno. Além disso, as taxas de secularização estão parando ou revertendo em alguns países/regiões, como os países da antiga União Soviética ou grandes cidades do mundo ocidental com quantidades significativas de imigrantes religiosos. Mesmo estudos globais mostram que muitas pessoas que não se identificam com uma religião, ainda mantêm crenças religiosas e participam de práticas religiosas, complicando assim a situação.
O termo "secularização" também é usado para significar o levantamento de restrições monásticas de um membro do clero, e desconsagração, removendo a consagração de um edifício religioso para que ele possa ser usado para outros fins.

## Visão geral
A secularização, no sentido sociológico principal do termo, envolve o processo histórico em que a religião perde significado social e cultural. Como resultado da secularização, o papel da religião nas sociedades modernas torna-se restrito. Nas sociedades secularizadas, a fé carece de autoridade cultural e as organizações religiosas têm pouco poder social.
A secularização tem muitos níveis de significado, tanto como teoria quanto como processo histórico. Teóricos sociais como Karl Marx (1818–1883), Sigmund Freud (1856–1939), Max Weber (1864–1920) e Émile Durkheim (1858–1917) postularam que a modernização da sociedade incluiria um declínio nos níveis de religiosidade. O estudo desse processo procura determinar a maneira ou a extensão em que os credos religiosos, práticas e instituições estão perdendo significado social. Alguns teóricos argumentam que a secularização da civilização moderna resulta em parte de nossa incapacidade de adaptar as amplas necessidades éticas e espirituais das pessoas ao avanço cada vez mais rápido das ciências físicas.
Em contraste com a tese da "modernização", Christian Smith e outros argumentam que as elites intelectuais e culturais promovem a secularização para aumentar seu próprio status e influência. Smith acredita que os intelectuais têm uma tendência inerente de serem hostis às suas culturas nativas, levando-os a abraçar o secularismo.
De acordo com Jack David Eller, a secularização é compatível com a religião, pois a maioria das versões de secularidade não leva ao ateísmo ou à irreligião.
O termo "secularização" também tem significados adicionais, principalmente históricos e religiosos. Aplicado à propriedade da igreja, historicamente se refere à apreensão de terras e edifícios da igreja, como a dissolução dos mosteiros na Inglaterra no século XVI por Henrique VIII e os atos posteriores durante a Revolução Francesa do século XVIII, bem como por vários governos europeus déspotas esclarecidos anticlericais durante os séculos XVIII e XIX, que resultaram na expulsão e supressão das comunidades religiosas que os ocupavam. A Kulturkampf do século XIX na Alemanha e na Suíça e eventos semelhantes em muitos outros países também foram expressões de secularização.
Ainda outra forma de secularização refere-se ao ato de Príncipes-Bispos ou titulares de cargo em Ordem Monástica ou Militar — detentores de uma autoridade conjunta religiosa e secular sob a Igreja Católica — que se separaram e se transformaram em governantes hereditários completamente laicos (tipicamente protestantes). Por exemplo, Gotthard Kettler (1517-1587), o último Mestre da Ordem da Livônia, converteu-se ao Luteranismo, secularizou (e tomou para si) as terras da Semigola e Curlândia que ele possuía em nome da ordem — o que lhe permitiu casar e deixar a seus descendentes o Ducado da Curlândia e Semigália.
A década de 1960 viu uma tendência de crescente secularização na Europa Ocidental, América do Norte, Austrália e Nova Zelândia. Essa transformação acompanhou grandes fatores sociais: prosperidade econômica, juventude se rebelando contra as regras e convenções da sociedade, revolução sexual, libertação das mulheres, teologia radical e política radical.

## Uso sociológico e diferenciação
Conforme estudado pelos sociólogos, um dos principais temas da secularização é o da "diferenciação" — ou seja, a tendência de áreas da vida se tornarem mais distintas e especializadas à medida que a sociedade se moderniza. A sociologia europeia, influenciada pela antropologia, estava interessada no processo de mudança das chamadas sociedades primitivas para sociedades cada vez mais avançadas. Nos Estados Unidos, inicialmente a ênfase estava na mudança como um aspecto do progresso, mas Talcott Parsons refocalizou a sociedade como um sistema imerso em um processo constante de diferenciação crescente, que ele via como um processo no qual novas instituições assumem as tarefas necessárias em uma sociedade para garantir sua sobrevivência à medida que as instituições monolíticas originais se desfazem. Esta é uma devolução de instituições únicas e menos diferenciadas para um subconjunto de instituições cada vez mais diferenciado.
Seguindo Parsons, esse conceito de diferenciação tem sido amplamente aplicado. Conforme expresso por José Casanova, este "núcleo e a tese central da teoria da secularização é a conceituação do processo de modernização da sociedade como um processo de diferenciação funcional e emancipação das esferas seculares — principalmente o Estado, a economia e a ciência — da esfera religiosa e a concomitante diferenciação e especialização da religião dentro de sua própria esfera religiosa recém-encontrada". Casanova também descreve isso como a teoria da "privatização" da religião, que ele critica parcialmente. Ao criticar certos aspectos da teoria sociológica tradicional da secularização, no entanto, David Martin argumenta que o conceito de diferenciação social tem sido o seu "elemento mais útil".

## Questões atuais da secularização
Atualmente, a secularização como entendida no Ocidente está sendo debatida na sociologia da religião. Em suas obras Legitimidade da Idade Moderna (1966) e A Gênese do Mundo Copernicano (1975), Hans Blumenberg rejeitou a ideia de uma continuidade histórica – fundamental para o chamado 'teorema da secularização'; a idade moderna, em sua opinião, representa uma época independente oposta à Antiguidade e à Idade Média por uma reabilitação da curiosidade humana em reação ao absolutismo teológico. "Blumenberg ataca o argumento de Löwith de que o progresso é a secularização das crenças hebraicas e cristãs e argumenta, ao contrário, que a era moderna, incluindo sua crença no progresso, surgiu de uma nova autoafirmação secular da cultura contra a tradição cristã". Wolfhart Pannenberg, um estudante de Löwith, continuou o debate contra Blumenberg.
Charles Taylor em Uma Era Secular (2007) desafia o que ele chama de 'tese da subtração' – que a ciência leva a religião a ser subtraída de mais e mais áreas da vida.
Os defensores da "teoria da secularização" demonstram declínios generalizados na prevalência da crença religiosa em todo o Ocidente, particularmente na Europa. Alguns estudiosos (por exemplo, Rodney Stark, Peter Berger) argumentaram que os níveis de religiosidade não estão diminuindo, enquanto outros estudiosos (por exemplo, Mark Chaves, N. J. Demerath) contra-atacaram introduzindo a ideia de neo-secularização, que amplia a definição de secularização para incluir o declínio da autoridade religiosa e sua capacidade de influenciar a sociedade.
Em outras palavras, em vez de usar a proporção de apóstatas irreligiosos como a única medida de secularidade, a neossecularização argumenta que os indivíduos buscam cada vez mais posições de autoridade fora da religião. Os neossecularizacionistas argumentariam que a religião tem autoridade decrescente em questões como controle de natalidade e argumentam que a autoridade da religião está diminuindo e a secularização está ocorrendo, mesmo que a afiliação religiosa não esteja diminuindo nos Estados Unidos (um debate ainda ocorrendo).
Finalmente, alguns afirmam que as forças demográficas compensam o processo de secularização e podem fazê-lo a tal ponto que os indivíduos podem se afastar consistentemente da religião, mesmo quando a sociedade se torna mais religiosa. Este é especialmente o caso em sociedades como Israel (com os ultraortodoxos e os sionistas religiosos), onde grupos religiosos comprometidos têm várias vezes a taxa de natalidade dos seculares. O efeito da fecundidade religiosa opera em maior ou menor grau em todos os países, sendo amplificado no Ocidente pela imigração religiosa. Por exemplo, mesmo quando os brancos nativos se tornaram mais seculares, Londres, Inglaterra, tornou-se mais religiosa nos últimos 25 anos, à medida que os imigrantes religiosos e seus descendentes aumentaram sua participação na população. Em geral, a questão da secularização gerou debates consideráveis (e ocasionalmente acalorados) nas ciências sociais.